# X-Men: Next Dimension
X-Men: Next Dimension è un videogioco picchiaduro a incontri, pubblicato nel 2002 per console Xbox, PlayStation 2 e GameCube. È il terzo titolo nella serie di videogiochi di combattimento iniziata con X-Men: Mutant Academy e continuata con X-Men: Mutant Academy 2.

## Trama
Narrata da Patrick Stewart, nel ruolo del professor Charles Xavier (come nella trilogia di film X-Men), la trama del videogioco è costruita intorno alla prima sentinella, ed il suo tentativo di ritrovare la testa dell'androide Bastion. Il gioco si apre con Forge ed altri membri degli X-Men che si allenano nella Danger Room (le lapidi di Anthony Stark, Warren Worthington III, Peter Parker, e Benjamin Grimm si vendono nel filmato ambientato nella Danger Room).
È proprio durante questa sessione di allenamento che Juggernaut, insieme ad alcuni membri della Confraternita dei mutanti malvagi (Mistica, Toad e Sabretooth) assaltano la mansione. Xavier incuriosito dalla natura dell'attacco, manda Forge per investigare sul posto. Viene così a conoscenza del fatto che l'attacco era un diversivo, e che il territorio è ora presidiato dalle Sentinelle.
Forge viene successivamente rapito, e la confraternita si ritira. Trattenuto da Bastion, l'apparentemente umana Sentinella rivela a Forge che intende eliminare la razza dei mutanti. La sentinella quindi invia la confraternita in diverse posizioni in tutto il mondo, mentre anche gli X-Men si dividono per ritrovare Forge e fermare i piani della Prima Sentinella. A questo punto interviene Magneto, che dopo aver battuto tutti i membri della confraternita, combatte e sconfigge la Prima Sentinella. Tuttavia ci sono ancora le altre sentinelle da sconfiggere, e gli X-Men si alleeranno con la confraternita per sconfiggere l'esercito delle sentinelle.

## Personaggi
X-Men: Next Dimension include ventiquattro personaggi giocabili. Molti di loro possono essere sbloccati, completando il gioco in alcune situazioni, così come è possibile sbloccare costumi alternativi per i personaggi.
| Personaggi                                                                    | Personaggi                                                         | Personaggi                                                     | Personaggi                                                           |
| ----------------------------------------------------------------------------- | ------------------------------------------------------------------ | -------------------------------------------------------------- | -------------------------------------------------------------------- |
| - Bastion - Bestia - Betsy Braddock - Alfiere - Blob - Ciclope - Dark Phoenix | - Forge - Gambit - Havok - Juggernaut - Lady Deathstrike - Magneto | - Mistica - Nightcrawler - Phoenix - Psylocke - Pyro A - Rogue | - Sabretooth - Sentinel A - Sentinel B - Tempesta - Toad - Wolverine |

A Soltanto su Xbox.